# Bitva v ústí Šeldy
Bitva v ústí Šeldy je označení pro řadu vojenských operací v severní Belgii a v jihozápadním Holandsku na přístupech k přístavu Antverpy během druhé světové války od 2. října do 8. listopadu 1944.

## Boje

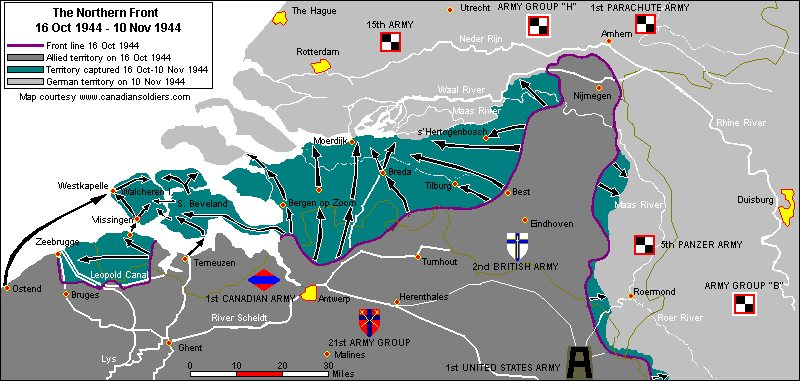
Situace po ukončení operace Market Garden v září 1944

Spojenci plánovali vyčistit ústí řeky Šelda od německých sil, aby se spojenecké námořní lodě s dodávkami zásob mohly dostat k vykládce do Antverp. Tato úloha byla přidělena kanadské První armádě složené z vojáků kanadské, britské a polské příslušnosti pod velením kanadského generálporučíka Guy Simondse.
Po pěti týdnech složitých bojů, které zahrnovaly i obojživelné útoky a těžké letecké bombardování k prolomení mořských hrází kanadské jednotky zvítězily a o tři týdny později byl přístav v Antverpách otevřen pro spojenecké námořnictvo. I když tato bitva není velmi známá, vítězství bylo pro spojence důležité, aby mohli zásobovat své jednotky a pokračovat v bojích na západní frontě až do konce války. Boje probíhaly v nepřístupném terénu a zahrnovaly také útoky plamenometnými tanky proti dobře opevněnému Wehrmachtu. Na konci ofenzívy získala kanadská První armáda 41 tisíc německých zajatců. Bitva se ukázala jako náročná kampaň, při které Kanaďané utrpěli značné ztráty (celkem 12 873 vojáků). Po ukončení bojů ještě následovalo vyhledání a odstranění námořních min v toku řeky Šeldy (v ústí je široká několik kilometrů) a přilehlých kanálů.

## Hodnocení
Historici označili bitvu o Šeldu za zbytečně obtížnou, protože ji bylo možné vyčistit dříve a snadněji, kdyby jí spojenci dali vyšší prioritu než Operaci Market Garden. Kvůli chybným strategickým rozhodnutím spojenců na začátku září 1944 se bitva stala jednou z nejdelších a nejkrvavějších, kterým kanadská armáda v průběhu druhé světové války čelila.
Poté, co 28. listopadu 1944 dorazila první loď do Antverp, začaly konvoje přivádět na kontinent stálý proud zásob, ale to ve skutečnosti změnilo jen velmi málo. Podzimní počasí bránilo nejen Kanaďanům v bitvě o Šeldu, ale také operacím 1. americké armády v Hürtgenském lese, 3. americké armády v Lotrinsku a 9. americké armády, 7. americké armády a 1. francouzské armády dále na jihu a během zimy nedošlo ke zlepšení.
Antverpy se staly cílem německé ofenzívy Bitva v Ardenách v zimě 1944/45 s cílem zablokovat provoz přístavu.